# الإعاقة في أنتيغوا وباربودا
الإعاقة في أنتيغوا وبربودا تشير إلى أوضاع الأشخاص ذوي الإعاقة في أنتيغوا وبربودا، والذين يمثلون جزءًا مهمًا من النسيج المجتمعي في البلاد. وقد بدأت الحكومة في اتخاذ خطوات لتعزيز حقوقهم وضمان اندماجهم في المجتمع بشكل متساوٍ.

## التاريخ
وقّعت حكومة أنتيغوا وبربودا على اتفاقية حقوق الأشخاص ذوي الإعاقة في 30 مارس 2007، وصدّقت عليها رسميًا في 7 يناير 2016، وهو ما يعكس التزام الدولة بتحسين أوضاع الأشخاص ذوي الإعاقة وتكريس حقوقهم ضمن الأطر الوطنية.
وقد بدأت الحكومة، بدعم من منظمات دولية مثل الكومنولث، في مراجعة السياسات الوطنية للتأكد من أن حقوق الأشخاص ذوي الإعاقة تُؤخذ في الاعتبار ضمن التخطيط التنموي وصياغة القوانين.

## الإحصائيات
لا تتوافر بيانات تفصيلية حديثة حول عدد الأشخاص ذوي الإعاقة في أنتيغوا وبربودا، إلا أن تقارير صحية صدرت عام 2019 تشير إلى أن أمراض القلب والأوعية الدموية، وداء السكري، والسرطان كانت من أبرز أسباب الوفاة والعجز في البلاد. وقد ترتب على ذلك ارتفاع في معدلات الإعاقة المرتبطة بهذه الأمراض المزمنة، مما شكّل تحديًا إضافيًا أمام النظام الصحي والاجتماعي.

## السياسات والدعم
تسعى الحكومة لتطوير برامج وطنية تدعم الإدماج الكامل للأشخاص ذوي الإعاقة في المجتمع، بما يشمل مجالات التعليم، والرعاية الصحية، والتوظيف. كما تتعاون مع منظمات دولية ومحلية لتقديم تدريبات وورش عمل تهدف إلى رفع الوعي المجتمعي، وتعزيز الوصول إلى الخدمات العامة.